# Rißbach
Le Rißbach est un cours d'eau de 29,7 km de long qui coule en Autriche puis en Allemagne dans les länder du Tyrol et de la Bavière. Il est un affluent de l'Isar dans le bassin du Danube.

## Source de la traduction
- (de) Cet article est partiellement ou en totalité issu de l’article de Wikipédia en allemand intitulé « Rißbach » (voir la liste des auteurs).